# أندير غارسيا
أندير غارسيا (بالإسبانية: Ander García)‏ مواليد 5 أبريل 1989 في فيرغارا، إسبانيا، هو لاعب كرة سلة إسباني بدأ مسيرته الاحترافية في سنة 2007 ويحمل الرقم 4. لعب مع ساسكي باسكونيا. يلعب حاليا في الدرجة الثالثة من الدوري الإسباني.

## روابط خارجية
- أندير غارسيا على موقع الدوري الأوروبي لكرة السلة (الإنجليزية)
- أندير غارسيا على موقع كرة السلة الأوروبية.كوم (الإنجليزية)
- أندير غارسيا على موقع ريلجم (الإنجليزية)
- أندير غارسيا على موقع بروبوليرز (الإنجليزية)
- أندير غارسيا على موقع سبورتس رفرنس (الإنجليزية)